# Hydrovatus brevipes
Hydrovatus brevipes är en skalbaggsart som beskrevs av Sharp 1882. Hydrovatus brevipes ingår i släktet Hydrovatus och familjen dykare. Inga underarter finns listade i Catalogue of Life.